# Clintwood
Clintwood is een plaats (town) in de Amerikaanse staat Virginia, en valt bestuurlijk gezien onder Dickenson County.

## Demografie
Bij de volkstelling in 2000 werd het aantal inwoners vastgesteld op 1549. In 2006 is het aantal inwoners door het United States Census Bureau geschat op 1517, een daling van 32 (-2,1%).

## Geografie
Volgens het United States Census Bureau beslaat de plaats een oppervlakte van 4,9 km², geheel bestaande uit land. Clintwood ligt op ongeveer 664 m boven zeeniveau.

## Plaatsen in de nabije omgeving
De onderstaande figuur toont nabijgelegen plaatsen in een straal van 20 km rond Clintwood.